# Fritz Möller
Pour les articles homonymes, voir Möller.
Fritz Möller (né le 16 mai 1906 à Rudolstadt – mort le 21 mars 1983 à Munich) est un météorologue, géophysicien et professeur allemand. Il est un pionnier dans la recherche sur les rayonnements et la météorologie par satellite.

## Parcours
Fritz Möller obtient un diplôme en géophysique et météorologie à l'université de Göttingen en 1924 et rejoint le Corps Thuringia Jena la même année. En 1925, il fréquente l'université Johann Wolfgang Goethe de Francfort-sur-le-Main où il obtient son doctorat en 1928. À partir de 1934, il travaille comme météorologue à l'aéroport de Francfort-sur-le-Main, puis de 1935 à 1938, au nouveau service météorologique du Reich. Après 1938, il enseigne à l'université de Francfort et à l'université de Leipzig.
L'université Johannes-Gutenberg de Mayence nomme Möller professeur en 1948. Cet institut joue un rôle déterminant dans la recherche internationale sur les rayonnements. Jusqu'à sa retraite en 1972, il dirige l'Institut météorologique et l'Institut de météorologie et de climatologie de Munich. En 1962, il est nommé président de météorologie théorique.

## Modélisation climatique
En 1963, il publie un article dans le Journal of Geophysical Research qui prétend réfuter l'article de Gilbert Plass de 1953 sur l'influence du dioxyde de carbone industriel sur le réchauffement. Bien que son modèle de rétroaction dioxyde de carbone-vapeur d’eau produise des résultats incohérents du fait qu'il ignore certains processus physiques comme la convection atmosphérique, il a encouragé d'autres chercheurs (notamment Manabe et Wetherald en 1967) à élaborer des modèles climatiques plus fiables,.